# Augusta Bay
Augusta Bay är en vik i Kanada.   Den ligger i territoriet Nunavut, i den nordöstra delen av landet, 3 700 km norr om huvudstaden Ottawa.
Trakten runt Augusta Bay består i huvudsak av gräsmarker. Trakten runt Augusta Bay är nära nog obefolkad, med mindre än två invånare per kvadratkilometer.